# Calliergis
Calliergis là một chi bướm đêm thuộc họ Noctuidae.

## Các loài
- Calliergis ramosa (Esper, 1786)